# Los Cinco Grandes del Buen Humor
Los Cinco Grandes del Buen Humor fue el primer grupo cómico argentino surgido en la década de 1940 en la radio, bajo el nombre de "La Cruzada del Buen Humor". El grupo fue creado por Tito Martínez del Box y Francisco Mastandrea, quienes logran juntar a un grupo de notables cómicos que imitaban a las figuras del momento como Luis Sandrini, Tita Merello, Alberto Castillo y Niní Marshall. Los cinco grandes del Buen Humor eran cinco actores cómicos excepcionales: Zelmar Gueñol, Juan Carlos Cambón, Guillermo Rico, Rafael Carret y Jorge Luz. Junto a ellos aparecían actores cómicos importantes como Carlos Castro "Castrito", Margarita Padín, Tato Cifuentes y Juan Ricardo Bertelegni "Semillita".

## Integrantes
Juan Carlos Cambón, un buen pianista, mostraba su imagen melancólica y su figura flaca y de aspecto desnutrido; Jorge Luz era un comediante ocurrente y notable, especializado en hacer papeles femeninos y de los primeros en desafiar los tabúes de la época al aparecer disfrazado de mujer en las películas; Rafael Carret era además de excelente cantor un hacedor de voces de largometrajes, y debe su apodo de "El Pato" por su versión local de El Pato Donald; Zelmar Gueñol era el de mayor nivel intelectual del grupo, lo que le permitió convertirse en un humorista sutil e incisivo. Guillermo Rico era el galán que les daba a sus compañeros cuanto pie necesitaran para lucirse pero -eso si- los desplazaba totalmente en cuanto a atraer mujeres se tratara. Lo cierto es que eran cinco actores de condiciones sobresalientes porque afinaban muy bien la voz y todos eran imitadores de primera.
Luego del éxito de la radio pasaron al cine donde hicieron una película exitosa: "Cuidado con las imitaciones". Luego se distancian de Tito Martínez del Box y el grupo se divide en dos, creándose de esta forma los Cinco Grandes del Buen Humor que incorporaron como atracción a la bailarina exótica Blanquita Amaro y el grupo se mantuvo unido un año después del fallecimiento de Juan Carlos Cambón cambiando su nombre por el de Los Grandes del Buen Humor.  Su canción de presentación decía:

"Aquí están los cinco grandes con su canción
anunciando su mensaje de buen humor
repartiendo alegría a su corazón
en la canción, en la expresión
del optimismo y del buen humor.
Somos todos para uno, sin condición
somos uno para todos, sin distinción
nuestro lema en la alegría, nuestro blasón
esta canción es la expresión del optimismo y del buen humor.

## Filmografía
- El satélite chiflado (1956, como Los Grandes del Buen Humor)
- África ríe (1956, como Los Grandes del Buen Humor)
- Los peores del barrio (1955, como Los Grandes del Buen Humor)
- Veraneo en Mar del Plata (1954, como Los Grandes del Buen Humor)
- Desalmados en pena (1954)
- Trompada 45 (1953)
- Vigilantes y ladrones (1952)
- La patrulla chiflada (1952)
- Locuras, tiros y mambo (1951)
- Fantasmas asustados (1951)
- Cinco locos en la pista (1950)
- Cinco grandes y una chica (1950)
- Cuidado con las imitaciones (1948, como La Cruzada del Buen Humor, que incluía a muchos otros artistas además de Cambón, Carret, Gueñol, Luz y Rico)